# La Pommeraie-sur-Sèvre
Pour les articles homonymes, voir La Pommeraye.
La Pommeraie-sur-Sèvre est une ancienne commune française située dans le département de la Vendée, en région Pays-de-la-Loire.
Au 1er janvier 2016, elle devient l'une des 4 communes déléguées de Sèvremont.

## Géographie
La Pommeraie-sur-Sèvre est située à l'est du département de la Vendée. Le territoire municipal de La Pommeraie-sur-Sèvre s'étend sur 1 572 hectares, dans le « Haut-Bocage » vendéen, proche de « la Gâtine » aux limites des Deux-Sèvres. L'altitude allant de 140 mètres à 212 mètres sur le massif granitique de la commune, l'altitude moyenne est de 168 mètres,.

### Localisation et communes limitrophes
| Les Châtelliers-Châteaumur | Saint-Amand-sur-Sèvre  | La Petite-Boissière |
| La Flocellière             | La Pommeraie-sur-Sèvre | Cerizay             |
|                            | Pouzauges              | Saint-Mesmin        |

## Toponymie
Attesté sous la forme La Pommeraye en 1820.
Vient du nom du lieu, planté de pommiers.

## Histoire
Trois souterrains-refuges sont signalés à la Chaussée, Vilcreux, au Champ du Petit Étang.

## Héraldique
| Blason | Blasonnement : « D'azur aux trois pommes feuillées d'or, mal ordonnées, soutenues d'un pont d'une arche du même mouvant des flancs, à la bordure cousue de gueules chargée en chef d'une tour donjonnée de trois tourelles aussi d'or ». |

## Lieux et monuments
- à proximité le Château du Deffend situé sur la commune de Montravers 79
- Église Saint-Martin-de-Tours du XIIIe siècle possédant des fresques murales qui représentent les 7 péchés capitaux, (inscription à la liste des Monuments Historiques par arrêté du 29 août 1984)[7]
- La chapelle de Maison-Pré, lieu de pèlerinage à la Vierge Marie[8]
- La fosse à Vidal
- Trois souterrains-refuges

## Politique et administration

### Liste des maires
| Période                                  | Période          | Identité           | Étiquette | Qualité             |
| ---------------------------------------- | ---------------- | ------------------ | --------- | ------------------- |
| 1980                                     | mars 2008        | Lucette Bourseau   |           |                     |
| mars 2008                                | 31 décembre 2015 | Yves-Marie Mousset |           | Cadre informaticien |
| Les données manquantes sont à compléter. |                  |                    |           |                     |

### Liste des maires délégués
| Période        | Période     | Identité           | Étiquette | Qualité |
| -------------- | ----------- | ------------------ | --------- | ------- |
| 4 janvier 2016 | 25 mai 2020 | Yves-Marie Mousset |           |         |
| 25 mai 2020    | En cours    | Claude Roy         |           |         |

## Démographie

### Évolution démographique
L'évolution du nombre d'habitants est connue à travers les recensements de la population effectués dans la commune depuis 1793. À partir du 1er janvier 2009, les populations légales des communes sont publiées annuellement dans le cadre d'un recensement qui repose désormais sur une collecte d'information annuelle, concernant successivement tous les territoires communaux au cours d'une période de cinq ans. 
Pour les communes de moins de 10 000 habitants, une enquête de recensement portant sur toute la population est réalisée tous les cinq ans, les populations légales des années intermédiaires étant quant à elles estimées par interpolation ou extrapolation. Pour la commune, le premier recensement exhaustif entrant dans le cadre du nouveau dispositif a été réalisé en 2007,.
En 2015, la commune comptait 1 043 habitants, en évolution de −0,57 % par rapport à 2008 (Vendée : +5,7 %, France hors Mayotte : +2,49 %).
| 1793  | 1800 | 1806 | 1821 | 1831 | 1836 | 1841 | 1846 | 1851 |
| ----- | ---- | ---- | ---- | ---- | ---- | ---- | ---- | ---- |
| 1 300 | 312  | 615  | 854  | 869  | 862  | 831  | 874  | 903  |

| 1856 | 1861 | 1866 | 1872 | 1876 | 1881  | 1886  | 1891  | 1896  |
| ---- | ---- | ---- | ---- | ---- | ----- | ----- | ----- | ----- |
| 916  | 886  | 890  | 855  | 948  | 1 019 | 1 112 | 1 120 | 1 102 |

| 1901  | 1906  | 1911  | 1921 | 1926 | 1931 | 1936 | 1946 | 1954 |
| ----- | ----- | ----- | ---- | ---- | ---- | ---- | ---- | ---- |
| 1 096 | 1 032 | 1 031 | 967  | 929  | 904  | 902  | 936  | 913  |

| 1962 | 1968 | 1975 | 1982 | 1990 | 1999 | 2007  | 2011  | 2013  |
| ---- | ---- | ---- | ---- | ---- | ---- | ----- | ----- | ----- |
| 931  | 921  | 936  | 937  | 964  | 933  | 1 013 | 1 058 | 1 053 |

### Pyramide des âges
La population de la commune est relativement âgée. Le taux de personnes d'un âge supérieur à 60 ans (22,6 %) est en effet supérieur au taux national (21,6 %) tout en étant toutefois inférieur au taux départemental (25,1 %).
Contrairement aux répartitions nationale et départementale, la population masculine de la commune est supérieure à la population féminine (50,4 % contre 48,4 % au niveau national et 49 % au niveau départemental).
La répartition de la population de la commune par tranches d'âge est, en 2007, la suivante :
- 50,4 % d'hommes (0 à 14 ans = 21,5 %, 15 à 29 ans = 15,1 %, 30 à 44 ans = 24,5 %, 45 à 59 ans = 19,2 %, plus de 60 ans = 19,8 %) ;
- 49,6 % de femmes (0 à 14 ans = 22,1 %, 15 à 29 ans = 14,1 %, 30 à 44 ans = 19,5 %, 45 à 59 ans = 18,7 %, plus de 60 ans = 25,5 %).

| Hommes | Classe d’âge | Femmes |
| ------ | ------------ | ------ |
| 0,2    | 90 ans ou +  | 0,2    |
| 5,7    | 75 à 89 ans  | 9,0    |
| 13,9   | 60 à 74 ans  | 16,3   |
| 19,2   | 45 à 59 ans  | 18,7   |
| 24,5   | 30 à 44 ans  | 19,5   |
| 15,1   | 15 à 29 ans  | 14,1   |
| 21,5   | 0 à 14 ans   | 22,1   |

| Hommes | Classe d’âge | Femmes |
| ------ | ------------ | ------ |
| 0,4    | 90 ans ou +  | 1,2    |
| 7,3    | 75 à 89 ans  | 10,6   |
| 14,9   | 60 à 74 ans  | 15,7   |
| 20,9   | 45 à 59 ans  | 20,2   |
| 20,4   | 30 à 44 ans  | 19,3   |
| 17,3   | 15 à 29 ans  | 15,5   |
| 18,9   | 0 à 14 ans   | 17,4   |

## Personnalités liées à la commune
- François Guériff de Lanouan y est mort le 14 novembre 1793.
- Une troupe dénommée Les Troubadours des Ponts, dont les membres sont originaires de La Pommeraie-sur-Sèvre, et qui chante dans les environs. (Saint-Amand-sur-Sèvre, Pouzauges, Nantes, Saint-Mesmin, La Flocellière...).
- La fanfare de la Pommeraie.